# Конуэй (Флорида)
Конуэй (англ. Conway) — статистически обособленная местность, расположенная в округе Ориндж (штат Флорида, США) с населением в 14 394 человека по статистическим данным переписи 2000 года.

## География
По данным Бюро переписи населения США статистически обособленная местность Конуэй имеет общую площадь в 9,58 квадратных километров, из которых 9,06 кв. километров занимает земля и 0,52 кв. километров — вода. Площадь водных ресурсов округа составляет 5,43 % от всей его площади.
Статистически обособленная местность Конуэй расположена на высоте 33 м над уровнем моря.

## Демография
| Год переписи        | Нас.  |  | %±     |
| ------------------- | ----- |  | ------ |
| 1970                | 8642  |  | —      |
| 1980                | 24027 |  | 178%   |
| 1990                | 13159 |  | −45,2% |
| 2000                | 14394 |  | 9,4%   |
| 1970–2000 Источник: |       |  |        |

По данным переписи населения 2000 года в Конуэe проживало 14 394 человека, 4034 семьи, насчитывалось 5267 домашних хозяйств и 5414 жилых домов. Средняя плотность населения составляла около 1502,51 человека на один квадратный километр. Расовый состав населённого пункта распределился следующим образом: 90,20 % белых, 2,56 % — чёрных или афроамериканцев, 0,29 % — коренных американцев, 1,97 % — азиатов, 0,06 % — выходцев с тихоокеанских островов, 2,26 % — представителей смешанных рас, 2,67 % — других народностей. Испаноговорящие составили 11,54 % от всех жителей статистически обособленной местности.
Из 5267 домашних хозяйств в 36,9 % воспитывали детей в возрасте до 18 лет, 61,6 % представляли собой совместно проживающие супружеские пары, в 11,0 % семей женщины проживали без мужей, 23,4 % не имели семей. 17,2 % от общего числа семей на момент переписи жили самостоятельно, при этом 6,5 % составили одинокие пожилые люди в возрасте 65 лет и старше. Средний размер домашнего хозяйства составил 2,73 человек, а средний размер семьи — 3,08 человек.
Население статистически обособленной местности по возрастному диапазону по данным переписи 2000 года распределилось следующим образом: 26,5 % — жители младше 18 лет, 6,5 % — между 18 и 24 годами, 30,9 % — от 25 до 44 лет, 24,2 % — от 45 до 64 лет и 12,0 % — в возрасте 65 лет и старше. Средний возраст жителей составил 38 лет. На каждые 100 женщин в Конуэe приходилось 96,7 мужчин, при этом на каждые сто женщин 18 лет и старше приходилось 92,8 мужчин также старше 18 лет.
Средний доход на одно домашнее хозяйство статистически обособленной местности составил 53 509 долларов США, а средний доход на одну семью — 59 205 долларов. При этом мужчины имели средний доход в 40 510 долларов США в год против 31 429 долларов среднегодового дохода у женщин. Доход на душу населения статистически обособленной местности составил 53 509 долларов в год. 4,1 % от всего числа семей в населённом пункте и 5,0 % от всей численности населения находилось на момент переписи населения за чертой бедности, при этом 5,8 % из них были моложе 18 лет и 5,2 % — в возрасте 65 лет и старше.